# Li Yuehong
Li Yuehong (chinesisch 李越宏, Pinyin Lǐ Yuèhóng; * 28. August 1989 in Jinan) ist ein chinesischer Sportschütze. Er schießt mit der Schnellfeuerpistole.

## Erfolge
Li Yuehong wurde 2010 mit der Mannschaft in München Weltmeister und sicherte sich in der Einzelkonkurrenz Bronze. Im selben Jahr gewann er sowohl im Einzel als auch mit der Mannschaft bei den Asienspielen in Guangzhou Gold. 2014 folgte mit der Mannschaft in Granada eine weitere Bronzemedaille bei Weltmeisterschaften, die Asienspiele in Incheon schloss er auf dem Silberrang im Mannschaftswettbewerb ab. Li nahm 2016 an den Olympischen Spielen in Rio de Janeiro teil. In der Qualifikationsrunde belegte er mit 584 Punkten den fünften Rang und zog dadurch ins Finale ein. In diesem schoss er insgesamt 27 Punkte und belegte damit hinter Christian Reitz und Jean Quiquampoix den Bronzeplatz. Mit der Schnellfeuerpistole belegte er bei den 2021 ausgetragenen Olympischen Spielen 2020 in Tokio erneut den dritten Platz und sicherte sich so eine weitere Bronzemedaille. Bei den Weltmeisterschaften 2023 in Baku gewann Li drei Goldmedaillen: mit der Schnellfeuerpistole im Einzel und mit der Mannschaft sowie in der Mannschaftskonkurrenz mit der Standardpistole.
Bei den Olympischen Spielen 2024 in Paris gewann er die Goldmedaille mit der Schnellfeuerpistole.